# Aeroport Internacional de Vancouver
L'Aeroport Internacional de Vancouver (codi IATA: YVR; codi OACI: CYVR) (en anglès: Vancouver International Airport) es troba localitzat a Sea Island, a la població de Richmond, a la Colúmbia Britànica del Canadà, a 12 km del centre de Vancouver. L'any 2009 va ser el segon aeroport canadenc amb més activitat en operacions aèries i nombre de passatgers, només superat per l'Aeroport Internacional Toronto Pearson. Actualment compta amb diversos vols diaris a Àsia, Europa, Oceania, Nord-amèrica i el Carib. És un important centre de connexions per a Air Canada, Air Transat i també un focus per a WestJet.

## Terminals
L'Aeroport Internacional de Vancouver consta de tres terminals:
- Terminal Domèstica
- Terminal Internacional
- Terminal Est

La terminal Domèstica i la Internacional es troben en un gran edifici separat en dues parts. Mentre que la terminal Sud es troba en una zona apartada del nucli de l'aeroport. La Terminal Sud serveix a línies regulars que volen principalment a la Colúmbia Britànica. La terminal Internacional serveix vols internacionals, tot i que la majoria dels vols tenen destinació als EUA. La terminal Domèstica s'ha sotmès a diferents renovacions de les seves instal·lacions.

## Aerolínies i destinacions
| Companyia                                             | Destinacions | Terminal      |
| ----------------------------------------------------- | --- | ------------- |
| Air Atlanta Icelandic operat per Canada Extra         | de temporada: Glasgow-Internacional [comença l'11 de juliol], Londres-Gatwick [comença el 24 de juny] | Internacional |
| Air Canada                                            | Calgary, Edmonton, Kelowna, Montréal-Trudeau, Ottawa, Toronto-Pearson, Whitehorse, Winnipeg | Domèstica     |
| Air Canada                                            | Beijing-Capital, Cancun, Hong Kong, Honolulu, Kahului, Las Vegas, Londres-Heathrow, Los Angeles, Ciutat de Mèxic, Newark, San Diego, San Francisco, Seoul-Incheon, Shanghai-Pudong, Sydney, Tokyo-Haneda [comença el 29 de gener], Tokyo-Narita de temporada: Anchorage, Ixtapa-Zihuatanejo, Kona, Montego Bay, Paris-Charles de Gaulle, Puerto Vallarta, San José del Cabo, Varadero | Internacional |
| Air Canada Jazz                                       | Calgary, Castlegar, Cranbrook, Fort McMurray, Fort St. John, Kamloops, Kelowna, Nanaimo, Penticton, Prince George, Prince Rupert, Regina, Sandspit, Saskatoon, Smithers, Terrace, Victoria, Whitehorse de temporada: Yellowknife | Domèstica     |
| Air Canada Jazz                                       | Portland (OR), Seattle/Tacoma de temporada: San Francisco | Internacional |
| Air China                                             | Beijing-Capital | Internacional |
| Air Transat                                           | Cancun de temporada: Amsterdam, Barcelona, Frankfurt, Ixtapa-Zihuatanejo, Madrid-Barajas, Manzanillo, Montego Bay, Múnic, París-Charles de Gaulle, Puerto Plata, Puerto Vallarta, Punta Cana, Roma-Fiumicino, Varadero | Internacional |
| Air New Zealand                                       | Auckland | Internacional |
| Air North                                             | Whitehorse | Domèstic      |
| Air North                                             | de temporada: Kelowna, Masset, Sandspit, Bay City Texas | Internacional |
| Alaska Airlines                                       | Los Angeles, Seattle/Tacoma | Internacional |
| American Airlines                                     | Dallas/Fort Worth de temporada: Chicago-O'Hare | Internacional |
| British Airways                                       | Londres-Heathrow | Internacional |
| Canadian North                                        | DND Cadet Flights | Domèstic      |
| CanJet                                                | Cancun de temporada: Los Cabos, Mazatlán, Puerto Vallarta | Internacional |
| Cathay Pacific                                        | Hong-Kong, Nova York-JFK | Internacional |
| Central Mountain Air                                  | Campbell River, Comox, Dawson Creek, Quesnel, Williams Lake | Domèstic      |
| China Airlines                                        | Taipei-Tayouan | Internacional |
| China Eastern Airlines                                | Shangai-Pudong | Internacional |
| Condor                                                | de temporada: Frankfurt | Internacional |
| Delta Air Lines                                       | de temporada: Atlanta, Detroit, Memphis, Minneapolis/St Paul | Internacional |
| Delta Connection operat per Compass Airlines          | Minneapolis/St.Paul | Internacional |
| Delta Connection operat per SkyWest Airlines          | Salt Lake City | Internacional |
| EVA Air                                               | Taipei-Taoyuan | Internacional |
| Flair Airlines                                        | Kelowna, Victoria | Domèstica     |
| Harbour Air                                           | Ganges Harbour, Montague Harbour, Miners Bay, Lyall Harbour, Bedwell Harbour, Victoria/Inner Harbour, Nanaimo Harbour | Sud           |
| Hawkair                                               | Prince Rupert, Smithers, Terrace | Sud           |
| HeliJet                                               | Victoria/Inner Harbour | Sud           |
| Horizon Air                                           | Portland (OR), Seattle/Tacoma | Internacional |
| Japan Airlines                                        | Tokyo-Narita | Internacional |
| Kelowna Flightcraft Air Charter                       | Masset, Sandspit, Kelowna | Sud           |
| KD Air                                                | Qualicum Beach, Gilles Bay/Texada Island | Sud           |
| KLM                                                   | Amsterdam | Internacional |
| Korean Air                                            | Seoul-Incheon | Internacional |
| Lufthansa                                             | Frankfurt | Internacional |
| Northern Thunderbird Air                              | Smithers, Mackenzie, Prince George | Sud           |
| Orca Airways                                          | Qualicum Beach, Tofino, Victoria Airport | Sud           |
| Pacific Coastal Airlines                              | Anahim Lake, Bella Coola, Calgary, Campbell River, Comox, Cranbrook, Masset, Port Hardy, Powell River, Trail, Victoria, Williams Lake | Sud           |
| Pat Bay Air                                           | Victoria/Inner Harbour, Patricia Bay, Cowichan Bay and other parts of Vancouver Island | Sud           |
| Philippine Airlines                                   | Las Vegas, Manila | Internacional |
| Salt Spring Air                                       | Ganges Harbour, Maple Bay, Patricia Bay | Sud           |
| San Juan Airlines                                     | Friday Harbor, Anacortes, Bellingham, Seattle-Boeing Field/King County Airport | Sud           |
| Seair Seaplanes                                       | Ganges Harbour, Montague Harbour, Miners Bay, Lyall Harbour, Port Washington, Telegraph Harbour, Nanaimo/Departure Bay, Sechelt, Bedwell Harbour | Sud           |
| Sunwing Airlines                                      | Cancun, Huatulco, Los Cabos, Mazatlan, Puerto Vallarta, Varadero | Internacional |
| Swiss International Airlines operat per Edelweiss Air | de temporada: Zuric | Internacional |
| Thomas Cook Airlines                                  | Londres-Gatwick de temporada: Glasgow, Manchester | Internacional |
| Tofino Air                                            | Silva Bay, Sechelt | Sud           |
| United Airlines                                       | Chicago-O'hare, Denver, San Francisco | Internacional |
| United Express operat per SkyWest Airlines            | Denver, Los Angeles | Internacional |
| West Coast Air                                        | Nanaimo, Sechelt, Victoria/Inner Harbour | Sud           |
| WestJet                                               | Calgary, Edmonton, Kelowna, Montréal-Trudeau, Ottawa, Prince George, Toronto-Pearson, Winnipeg de temporada: Kitchener/Waterloo, Londres (Ontario, Canadà), Regina, Saskatoon | Domèstica     |
| WestJet                                               | Cancun, Honolulu, Kahului, Las Vegas, Los Angeles, Mazatlán, Puerto Vallarta, San José del Cabo de temporada: Kona, Lihue, Montego Bay, Palm Springs, Phoenix, San Francisco | Internacional |
| Whistler Air                                          | Whistler/Green Lake | Sud           |

## Connexions amb transport públic

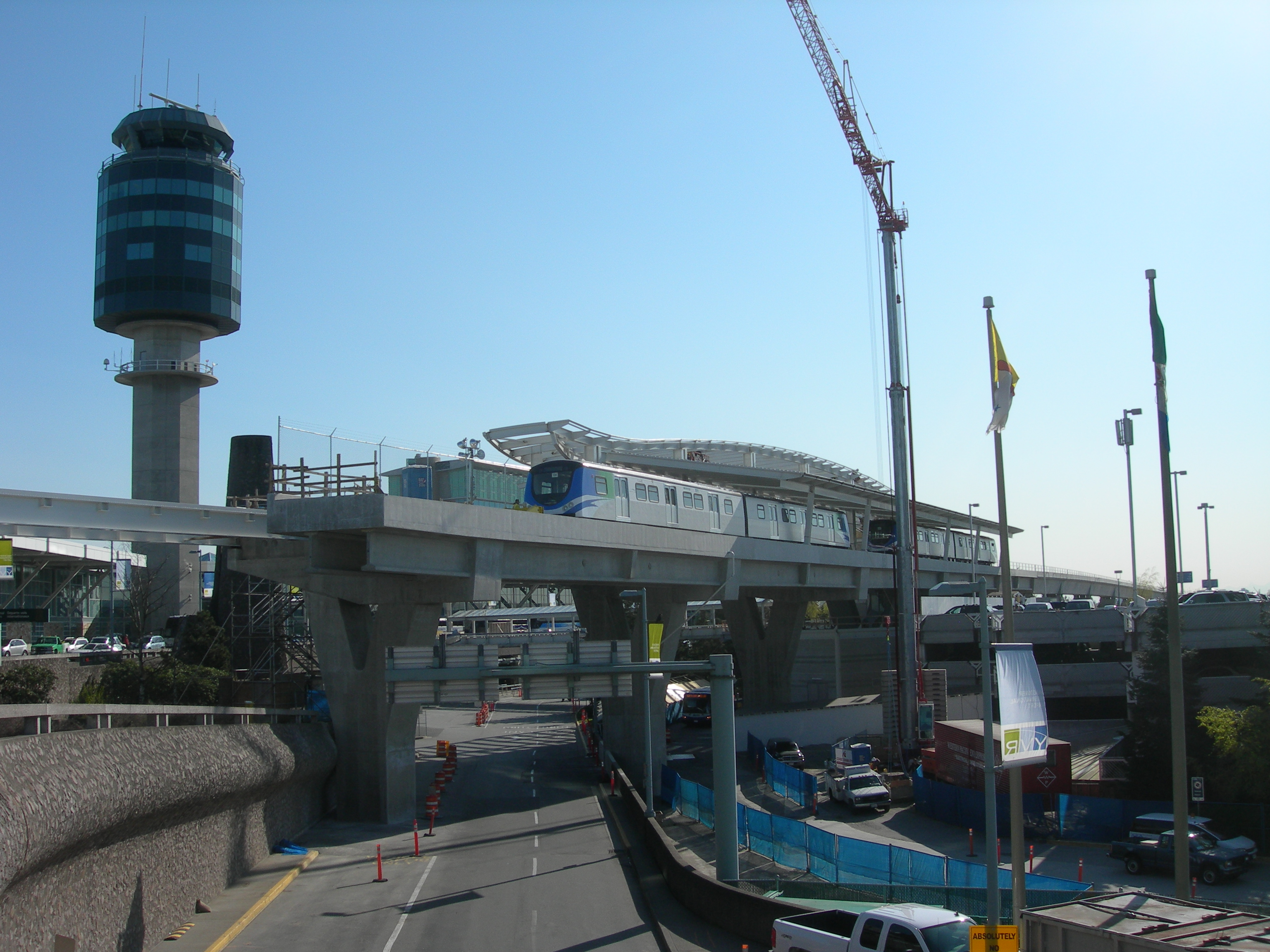
La construcció de la Canada Line va finalitzar l'any 2009.

### Tren
La Canada Line connecta l'aeroport amb la xarxa de ferrocarril de Vancouver. Es tracta d'una de les tres línies de ferrocarril urbà que formen el Vancouver Skytrain que arriba a l'aeroport gràcies a un modern edifici intermodal que uneix la terminal Domèstica i la terminal Internacional en una mateixa estació. Vancouver és l'única ciutat del Canadà amb una connexió directa de ferrocarril urbà d'aquest estil.

### Autobús
Durant la nit el servei de metro s'atura i s'habilita una línia d'autobusos per tal de cobrir el trajecte des de la ciutat de Vancouver fins al seu aeroport, la N10. 
 Pel que fa a la terminal Sud, se serveix de la línia d'autobusos C92, que la connecta amb la Canada Line a l'altura de l'estació de Bridgeport.

## Accidents destacats

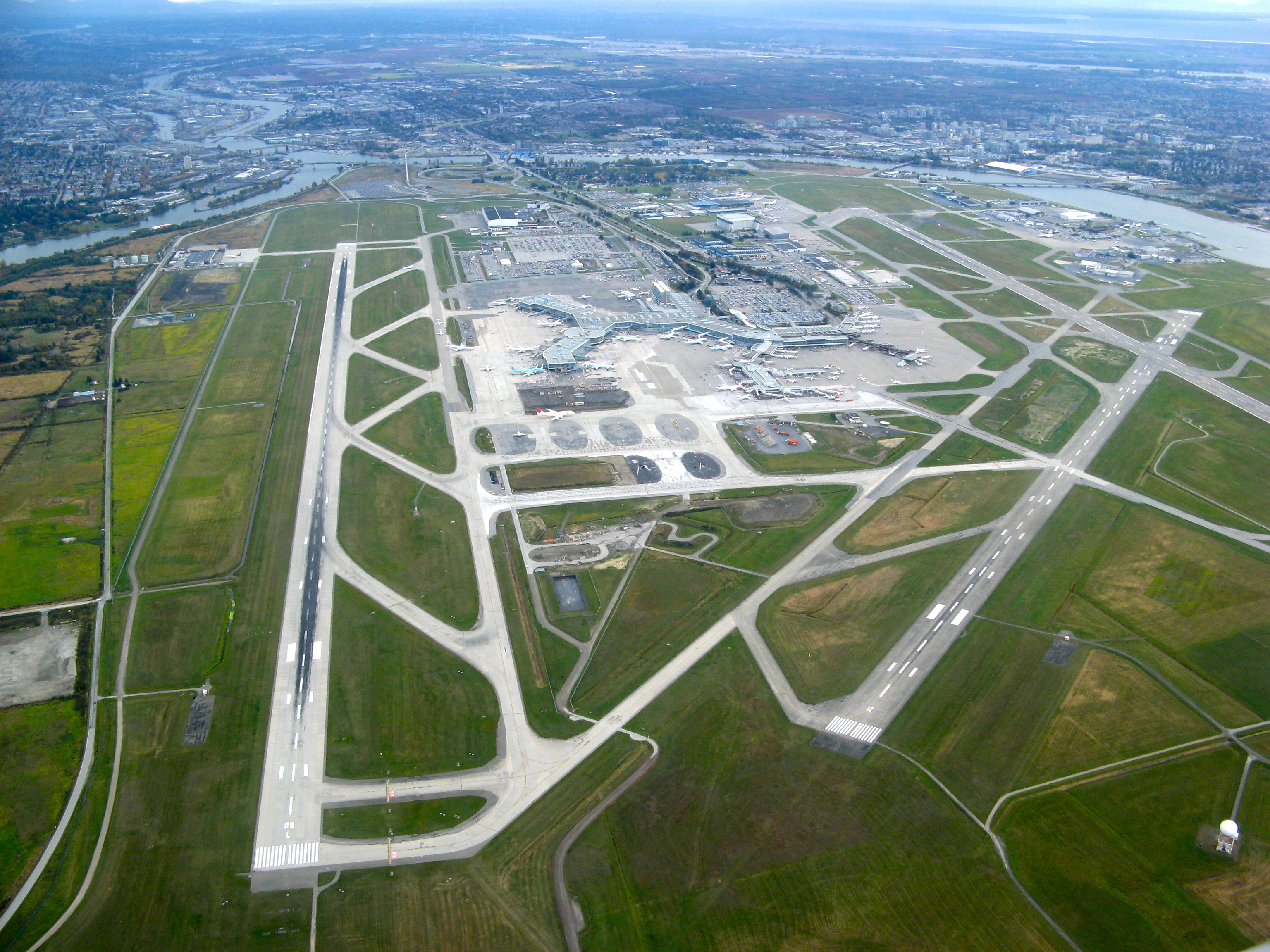
Fotografia aèria de l'Aeroport Internacional de Vancouver.

- El 7 de febrer de 1968, un Boeing 707 de Pacific Airlines va envair una pista d'aterratge i va xocar contra un edifici, matant així a un membre de la tripulació a causa de l'espessa boira.
- L'1 de març de 1970, el Vickers Viscount CF-TU d'Air Canada va xocar en l'aire amb l'Ercoupe 415 CF-SHN sobre la zona de maniobres d'Aeroport Internacional de Vancouver. El pilot de l'Ercoupe va morir.
- El 14 d'octubre de 2007, un immigrant polonès, Robert Dziekanski, va morir a causa d'una arma Taser, la qual li va provocar una parada cardíaca. Després de molt de temps d'investigacions, la comissió que s'encarregava del cas va considerar que l'ús d'aquella arma estava injustificat i va ordenar emetre una disculpa a la mare de Dziekanski.
- El 19 d'octubre de 2007, aproximadament a les 16:10, un avió Piper Seneca amb destinació a Pitt Meadows va partir de Vancouver i es va estavellar contra un edifici d'apartaments a prop de Richmond. El pilot era l'únic ocupant de l'avió. L'home va morir en l'accident i dues persones més van resultar ferides, dos de les quals es trobaven a l'edifici d'apartaments en aquell moment. La causa de l'accident encara està sota investigació.